# Cisuralien
| Systeem                                                                                   | Serie         | Etage         | Ouderdom (Ma) | Lithostratigrafie |
| ----------------------------------------------------------------------------------------- | ------------- | ------------- | ------------- | ----------------- |
| Trias                                                                                     | Onder         | Indien        | jonger        | Buntsandstein     |
| Perm                                                                                      | Lopingien     | Changhsingien | 252,2–254,2   | Buntsandstein     |
| Perm                                                                                      | Lopingien     | Changhsingien | 252,2–254,2   | Zechstein         |
| Perm                                                                                      | Lopingien     | Wuchiapingien | 254,2–259,9   |                   |
| Perm                                                                                      | Guadalupien   | Capitanien    | 259,9–265,1   |                   |
| Perm                                                                                      | Guadalupien   | Wordien       | 265,1–268,8   |                   |
| Perm                                                                                      | Guadalupien   | Roadien       | 268,8–272,3   |                   |
| Perm                                                                                      | Cisuralien    | Kungurien     | 272,3–279,3   | Rotliegend        |
| Perm                                                                                      | Cisuralien    | Artinskien    | 279,3–290,1   | Rotliegend        |
| Perm                                                                                      | Cisuralien    | Sakmarien     | 290,1–295,5   | Rotliegend        |
| Perm                                                                                      | Cisuralien    | Asselien      | 295,5–298,9   | Rotliegend        |
| Carboon                                                                                   | Pennsylvanien | Gzhelien      | ouder         | Rotliegend        |
| Carboon                                                                                   | Pennsylvanien | Gzhelien      | ouder         |                   |
| Indeling van het Perm volgens de ICS samen met de Europese lithostratigrafische indeling. |               |               |               |                   |

Het Cisuralien is een tijdperk uit de geologische tijdschaal, dat duurde van 298,9 ± 0,2 tot 272,3 ± 0,5 miljoen jaar geleden (Ma). Het Cisuralien heeft in de officiële tijdschaal van de ICS de status tijdvak of serie en is een onderverdeling van het Perm. Het volgt op het Pennsylvanien (onderdeel van het Carboon) en wordt gevolgd door het Guadalupien. Zelf is het Cisuralien onderverdeeld in vier tijdsnedes: Asselien, Sakmarien, Artinskien en Kungurien. In regionaal gebruik komen overigens nog vaak alternatieve indelingen van het Perm voor.

## Naamgeving
Het Cisuralien is genoemd naar de westelijke zijde van de Oeral (cis-Oeral, in tegenstelling tot de oostelijke zijde, die trans-Oeral genoemd wordt). De naam werd in 1982 ingevoerd door John Bruce Waterhouse.
In Europa werd in het Cisuralien het onderste en grootste deel van het Rotliegendes afgezet.